# Епилик
Епилик (грч. Ἐπίλυκος) био је атински комедиограф који је стварао у оквиру старе атичке комедије, премда се не зна тачно време када је живео. Суда спомиње његову комедију Младост (Κωραλίσκος), од које је сачувано неколико фрагмената, између осталог и један одломак с анапестичким стиховима писаним дорским дијалектом. Атенеј спомиње Епилика у вези с Аристофаном и Филилијем. 

## Епски песник
Суда спомиње и неког епског песника Епилика, који је наводно био брат комедиографа Кратеса, но није искључено да Суда овде греши и да се заправо ради о истом Епилику.